# Rignano sull'Arno
Rignano sull'Arno là một đô thị ở tỉnh Firenze trong vùng Toscana, tọa lạc khoảng 20 km về phía đông nam của Florence.
Rignano sull'Arno giáp các đô thị sau: Bagno a Ripoli, Greve in Chianti, Incisa in Val d'Arno, Pelago, Pontassieve, Reggello.